# Бектурсунов, Казбек Шамильевич
Казбек Шамильевич Бектурсунов (родился 26 июня 1967 года) — украинский политтехнолог и медиаконсультант, основатель модного конгломерата LMG Group.

## Биография
Казбек Бектурсунов родился 26 июня 1967 года в Алма-Ате. В 2000 году приехал в Киев из Москвы для запуска газеты «Коммерсантъ Украина», который закончился неудачно. Работал в штабе Юлии Тимошенко на парламентских выборах 2002 года. В 2004 году создал и возглавил брендинговое агентство InterBrand. В октябре 2004 года был назначен директором по развитию рекламного холдинга InterMediaGroup.
В 2005 году снова занимался запуском «Коммерсантъ Украина» и стал его гендиректором. 90 % «Коммерсантъ Украина» принадлежали российскому «Коммерсанту», а 10 % — лично Бектурсунову. В 2006 году Бектурсунов покинул издание после того, как его долю выкупил новый владелец издательского дома «Коммерсантъ» Алишер Усманов.
В марте 2007 года стал советником мэра Киева Леонида Черновецкого по информационной политике и свободе слова. В июне 2007-го был создан «Киевский Медиа Холдинг», в который вошли пять коммунальных СМИ и главой которого был назначен Бектурсунов. Он же руководил предвыборной кампанией по переизбранию Черновецкого в апреле—мае 2008 года.
В 2009 году Бектурсунов стал главным редактором журнала «ТОП 10» о жизни в Киеве. На парламентских выборах 2012 года работал в штабе Натальи Королевской. В 2012 году занял 6-е место в топ-10 украинских политтехнологов по версии проекта «ПолитТех». В 2015 году создал модный конгломерат LMG Group, объединивший ряд украинских дизайнеров, масс-маркет-брендов и другие активы.

## Шантаж и вымогательство
1 февраля 2009 советник мэра Киева по вопросам взаимодействия со СМИ Казбек Бектурсунов обратился в милицию с заявлением о вымогательстве, после чего милиция задержала ранее судимого Романа Кислова — редактора сайта компроматов «Гражданская прокуратура Украины», который совместно со студенткой одного из киевских вузов требовал от Бектурсунова $250 тысяч за неразглашение в СМИ подробностей его интимной жизни. По данному факту Шевченковским РУ ГУ МВД в Киеве возбуждено уголовное дело по части 2 статьи 189 УК (вымогательство, совершенное по предварительному сговору лиц), предполагающей наказание в виде лишения свободы на срок до семи лет.
Вымогателем оказался Роман Владимирович Кислов 1977 года рождения. В 1996 году в Харькове Кислов принимал участие в террористических поджогах украинских патриотических организаций. После ареста стал сотрудничать со следствием и всю вину возложил на соучастников. В 1999 году уже лояльный зэк был освобождён по амнистии, чтобы в качестве агента заниматься политическими провокациями: «Украина без Кучмы», РНЕ, Русский блок, компроматы.
В ходе судебного заседания Роман Кислов признал, что при подготовке провокации действовал в тесной координации с сотрудницей пресс-службы киевского УБОП Еленой Мельник. Об этом также свидетельствует то, что столичная милиция отпустила Кислова на свободу сразу же после задержания, что является грубым нарушением законодательства. Сайт «Гражданская прокуратура Украины» создавался под эгидой фальшивой общественной организации «Комитет содействия борьбе с организованной преступностью и коррупцией», которую курировал бывший советник замминистра МВД Украины и давний друг Романа Кислова Сергей Фильчашкин. Офис Фильчашкина и Кислова находился на ул. Михайловская, 17. Местом вымогательства шантажёр Кислов выбрал кафе на Михайловской, 6. Привлечь к ответственности всю преступную группу не удалось. Роман Кислов был осуждён на пять лет, но в 2011 году коллеги устроили ему условно-досрочное освобождение. На свободе шантажист продолжает публиковать компроматы получаемые из оперативных источников.

## Личная жизнь
В 2007 году женился на Дарье Шаповаловой. В 2012 году у них родился сын Давид. У Бектурсунова есть сестра Аида — жена политконсультанта Дмитрия Джангирова и директор галереи «Лавра».